# Михайлов, Александр Ефимович
Михайлов Александр Ефимович (24 мая 1905 года, Шимар-Досаево, Ядринский уезд — 8 октября 1980, Ленинград, СССР) — советский инженер, кораблестроитель, доктор технических наук. Лауреат Государственной премии СССР.

## Биография
Окончил Досаевскую начальную школу, Убеевскую шестилетнюю школу, в 1936 году окончил Ленинградский кораблестроительный институт. Работал в 1946—1970 годах в должности начальника конструкторского бюро Ленинградского кораблестроительного завода.
Автор проекта, главный конструктор научно-исследовательского корабля «Космонавт Комаров».
Участвовал в проектировании первого советского линкора «Советский Союз». Участвовал в строительстве кораблей обеспечения испытаний ракетной техники (в том числе переоборудованных во Владивостоке из судов-углерудовозов).

## Награды
- Орден Трудового Красного Знамени,
- Орден Красной Звезды,
- Орден «Знак Почёта» (1944),
- Медаль «За оборону Ленинграда»
- медали